# Brinley Newton-John
Brinley Newton-John (Cardiff, 1914. március 5. – Sydney, 1992. július) angol-ausztrál egyetemi tanár, majd dékán, a német nyelv és irodalom professzora. Kiváló német nyelvismeretének köszönhetően részt vett a német Enigma-gép megfejtésére alapított szigorúan titkos projektben, valamint ő tartóztatta le a Németországból megszökött Rudolf Hesst. Az Egyesült Királyságba emigrált Max Born lányának férje, Olivia Newton-John és Rona Newton-John édesapja, Chloé Lattanzi énekesnő, Tottie Goldsmith ausztrál színésznő és Emerson Newton-John autóversenyző nagyapja.

## Életrajza
Brinley Newton-John 1914-ben született a walesi Cardiff városában. Édesanyja a nemzedékek óta Cardiffban élő, akkoriban a New Market Tavern nevű pubot működtető Newton család tagja, a pub pultosa, Daisy Newton volt. Édesapja, Oliver John a Cardifftól néhány kilométerre nyugatra található St. Mary Hill falucskából származott, ahol a család már a 18. században is élt. Szakmáját tekintve ács volt, de a Newton család kocsmájában dolgozott, mint italfelszolgáló. Első gyermekük Brinley volt. A Walesben mindennapos John családnév miatt édesanyja ötlete volt, hogy az anyai Newton és apai John családnevek összevonásával új, egyedi családnevet adjanak gyermekeiknek, így a Newton-John nevet elsőnek Brinley viselte.
Cardiffban a helyi Canton High School középiskola tanulója volt, ahol kiemelkedő nyelvtehetségéről és énektudásáról vált ismertté, de hegedű szakon is végzett. Eredetileg operaénekesnek készült, ám egyetlen alkalommal, egyetlen elrontott énekhang miatt úgy gondolta, nem képes az igazán nagyok nyomdokába lépni. Ezzel pályája a nyelv irányába módosult. Érettségi után, 1933-ban ösztöndíjat nyert a Cambridge-i Egyetemen, ahol német nyelvből és irodalomból végzett. Az egyetem alatt ismerte meg a náci Németországból elmenekült, akkoriban Cambridge-ben élő Max Born legidősebb lányát, Irene Bornt, majd 1937-ben összeházasodtak.
Előbb tanárként dolgozott, majd a háború alatt katonai szolgálatot teljesített a brit királyi légierőnél (RAF). Kiváló és anyanyelvi szintű német nyelvtudásának köszönhetően MI5 tiszt lett. Német hadifoglyokat hallgatott ki, veszélyes  feladatokkal is megbízták, német hadifoglyok közé építették be, hogy szerezzen információkat a várható német invázióról, valamint ő tartóztatta le a Skóciában leszállt Rudolf Hesst. Részt vett a német Enigma-gép kódjának megfejtésére alakított szigorúan titkos projectben, Bletchley Parkban. Az éneklés ezekben az években is megmaradt, aktív résztvevője volt az amatőr művészeket összefogó Amateur Dramatic and Operatic Society egyesületnek, operaelőadásokban szerepelt.
1946-tól 1953-ig a Cambridgeshire High School for Boys középiskola igazgatója, ezzel párhuzamosan a Cambridge-i Egyetemen a King's College professzora volt német nyelv és irodalom szakon.
A háború alatt két gyermeke született, Hugh (később orvos Ausztráliában), Rona (fotomodell, színésznő), majd 1948-ban született meg legkisebb gyermeke, Olivia, később világhírű énekes- és színésznő. A család Max Born Hill's Road-i házában lakott. 1954-ben megpályázta, majd megnyerte a Melbourne-i Egyetem Ormond Kollégiumának dékáni tisztét, a család 1954. október 16-án a Strathaird gőzhajó fedélzetén elindult Ausztráliába.
A dékáni tisztet 1959-ig töltötte be, amikor elvált feleségétől. Mivel egy válás az akkori Ausztráliában ritka és botrányos eseménynek számított, nem tarthatta meg állását, valamint az egyetem területén lévő szolgálati házból is ki kellett költözniük. Volt felesége és három gyermeke Melbourne-ben maradt. Fia egyetemi kollégiumba ment, nagyobbik lánya korán férjhez ment. Irene és a 11 éves Olivia egy bérelt lakásba költöztek.
Válása után Brinley Newton-John az ausztráliai Newcastle városába költözött, ahol az University of New South Wales (Új-Dél Wales-i Egyetem) helyi tagozatának tanára lett, eközben részt vett az önálló University of Newcastle megalapításában, melynek aldékánja lett.
Ismét megnősült, második felesége Valerie „Val” Cunningham, pszichológus, született egy fia, Toby, orvos Ausztráliában, valamint egy lánya, Sarah. 1974-es nyugdíjba vonulása után Sydney egyik elővárosába költözött (Manly), klasszikus zenével foglalkozó rádióműsort és közéleti tévéműsort vezetett. 1992 július elején halt meg rákbetegségben, ugyanazon a hétvégén, amikor lánya, Olivia rákbetegsége is megállapításra került. Kivételes méltósággal viselt betegségét gyermekei elől mindvégig eltitkolta. Emlékét az egyetem Newton-John díja (Newton-John Award) őrzi.